# Château de Villavellid
Le château de Villavellid est situé dans la ville de Villavellid, province de Valladolid, Castille-et-León, en Espagne. Il a été construit sur le modèle du château appelé école de Valladolid.

## Histoire
Le château de Villavellid est une forteresse du XVe siècle située à la frontière entre les royaumes de León et de Castille. L'auteur de sa construction est inconnu, mais on sait qu'en 1452 Francisco de Almazán, marquis d'Alcañices, était seigneur de la ville et de la forteresse. Il l'offrit en dot à sa fille Francisca en 1465, lorsqu'elle épousa Pedro Pimentel, fils du comte de Benavente. À sa mort, sans descendance, le château passa à sa sœur Constanza, qui épousa Juan Enríquez de Guzmán et dont le fils Francisco devint le premier marquis d'Alcañices et institua une succession par entail avec tous ses biens, y compris la forteresse de Villavellid,.
Le château-palais est de plan carré, construit avec de larges murs en pierre de taille qui cachent une charpente en maçonnerie. Il comporte trois cubes cylindriques à trois de ses angles et, au quatrième, un donjon carré et trapu à deux étages, aujourd'hui effondré. En 2016, c'est toujours une ruine.

## Galerie

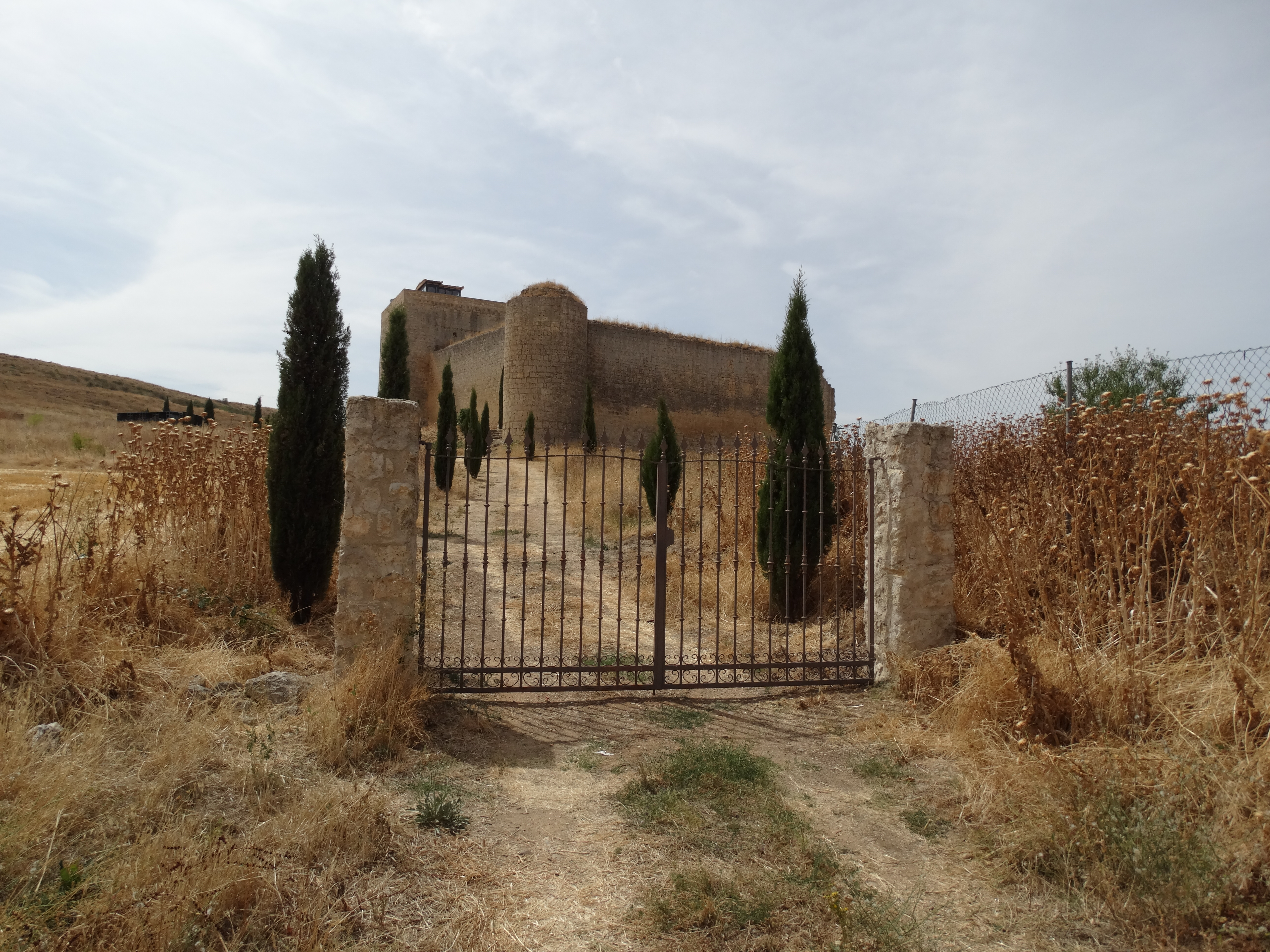
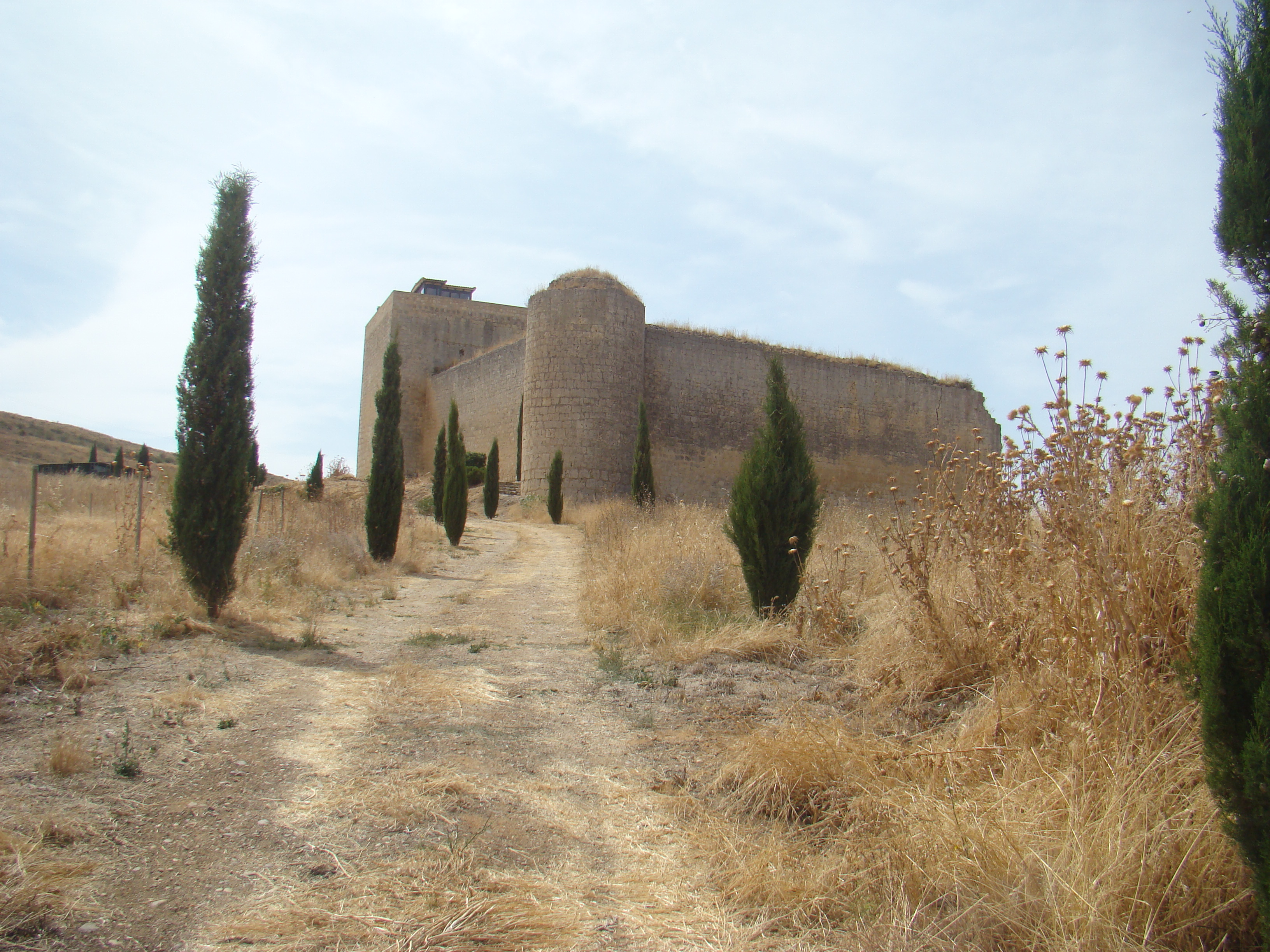
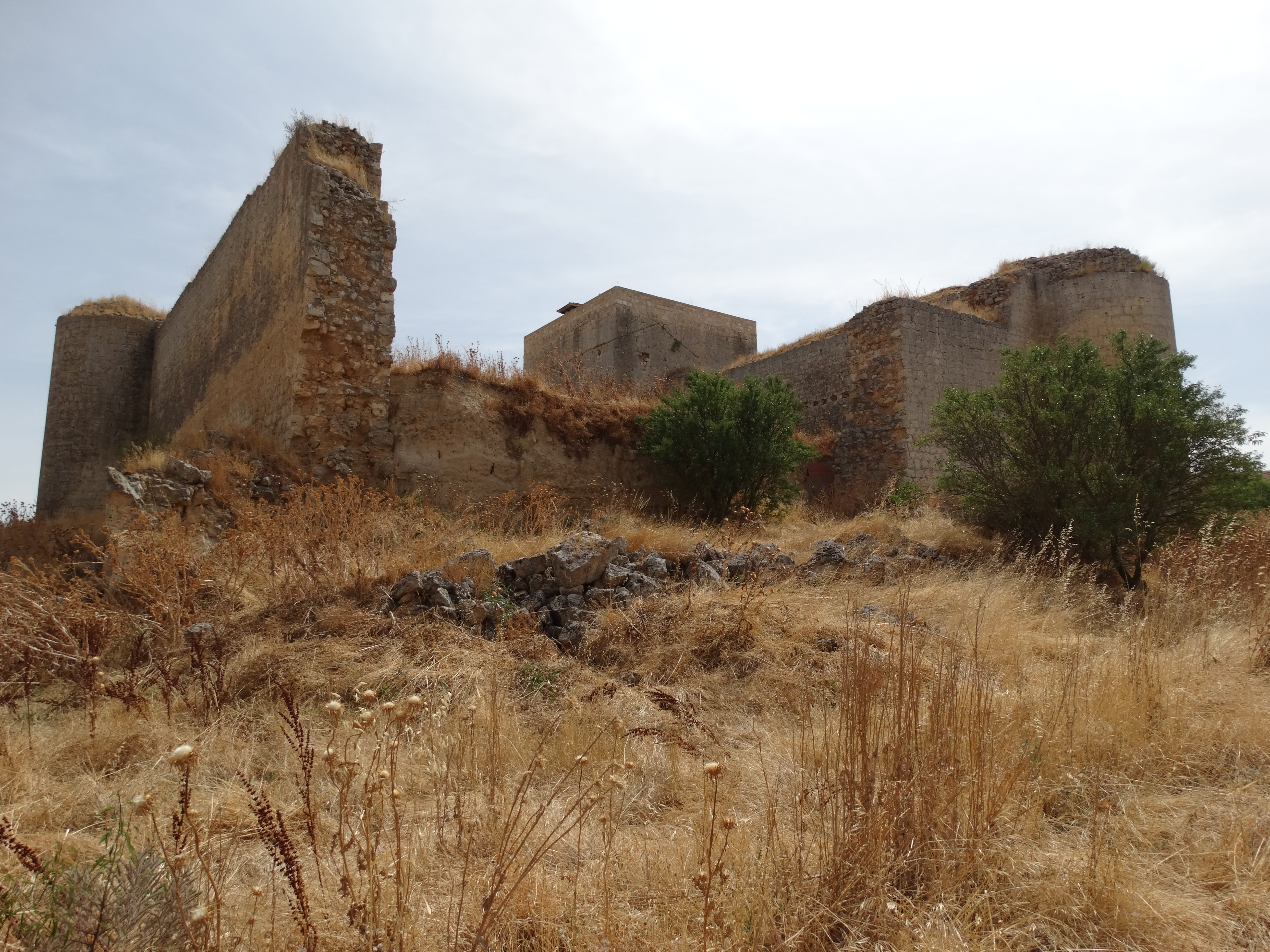
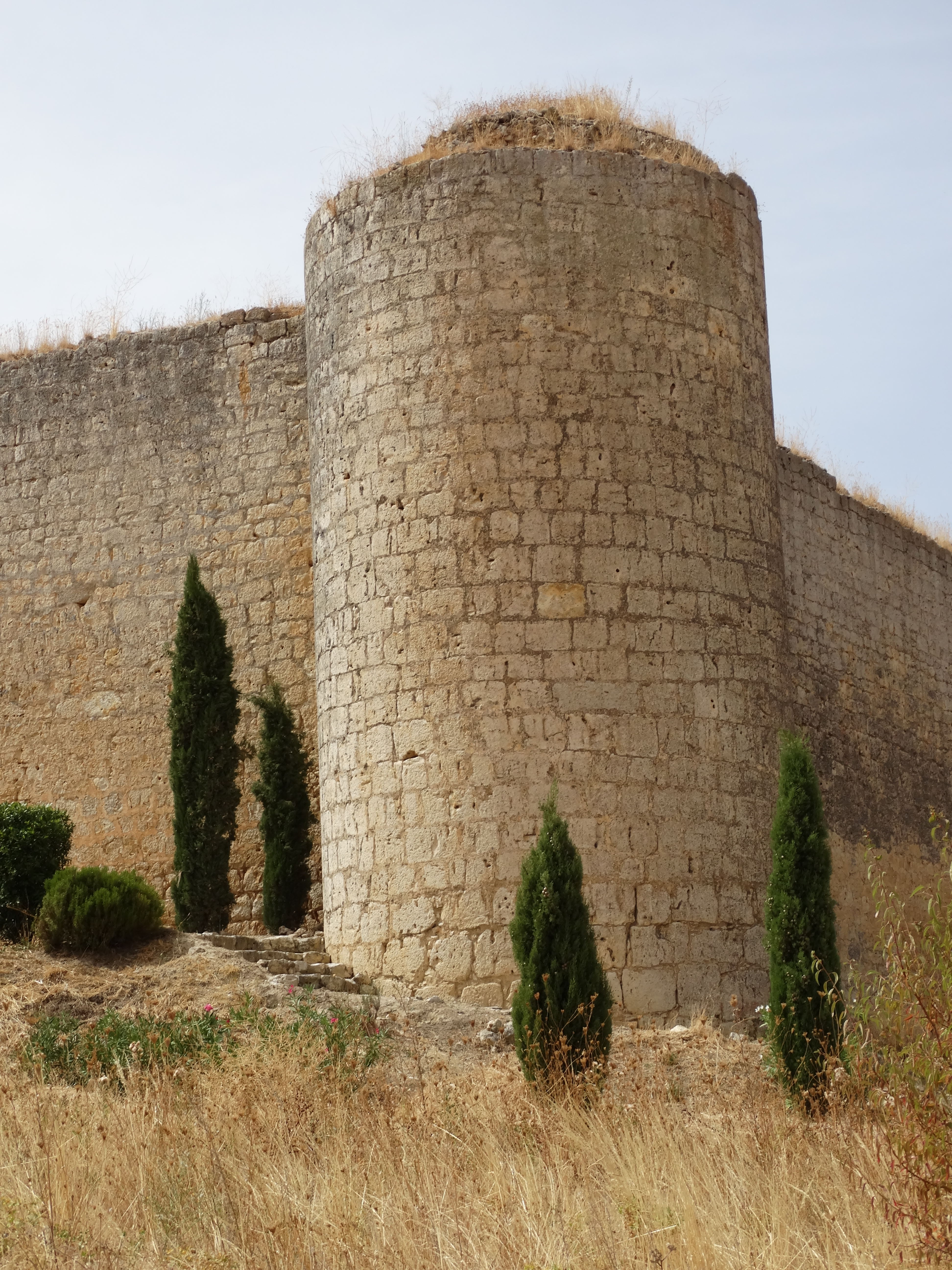
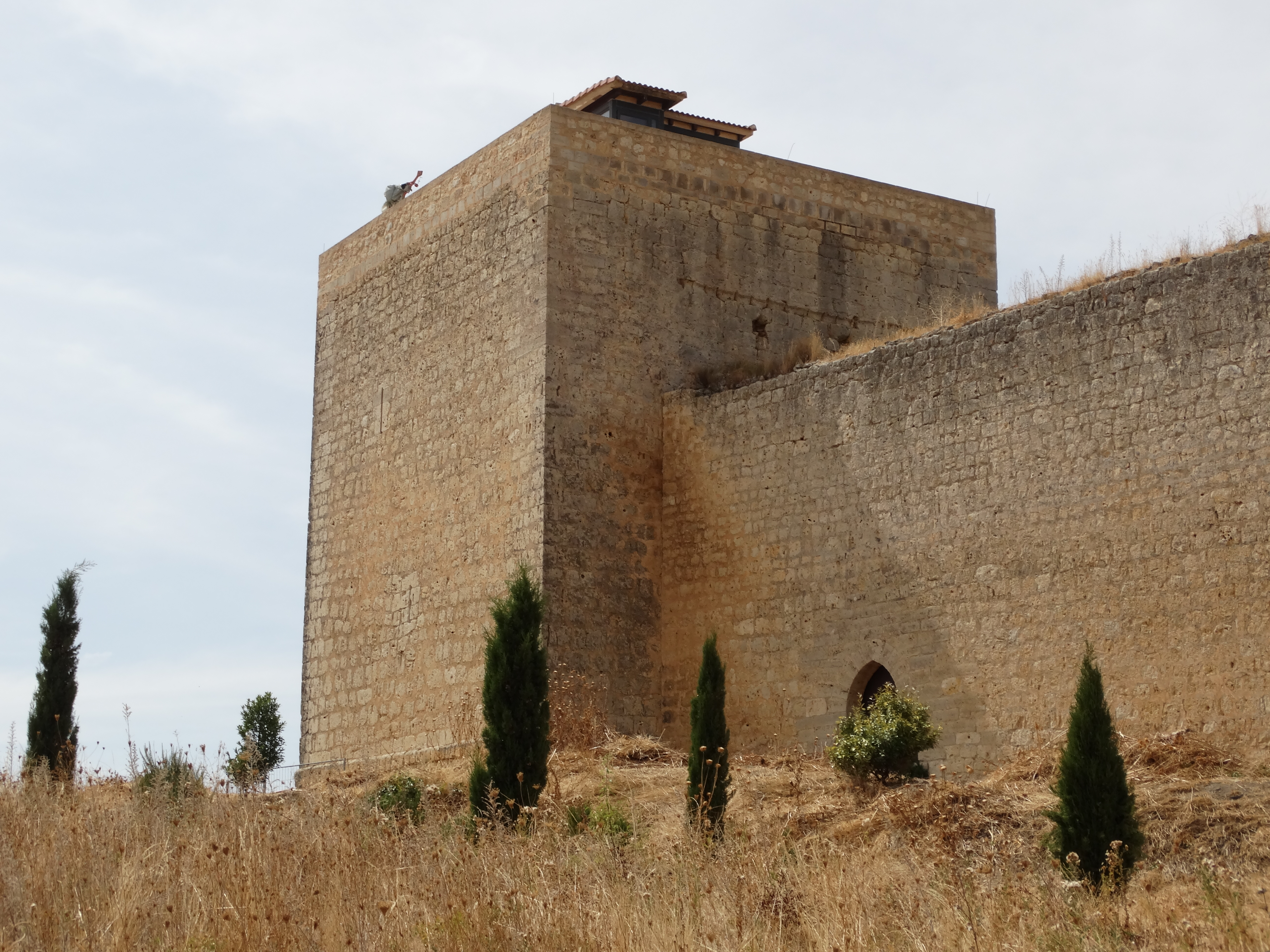